# Meteoroid
V kontextu pozorování meteorů je Mezinárodní meteorickou organizací za meteoroid považován jakýkoli objekt, který vyvolá meteor, bez ohledu na jeho velikost.
Podle aktuální definice IAU z roku 2017 je meteoroid pevný přírodní objekt o velikosti přibližně mezi 30 mikrometry a jedním metrem, který se pohybuje v meziplanetárním prostoru, nebo z meziplanetárního prostoru přilétá. Jde tedy o objekty ve sluneční soustavě, které jsou menší než asteroidy, ale větší než kosmický prach. V souvislosti s pokrokem v pozorovací technice byla v nové definici snížena horní hranice z předchozích 10 metrů. Tělesa menší než 30 mikrometrů vyzařují teplo natolik efektivně, že se při průletu atmosférou neroztaví. Pojem mikrometeoroid nově není používán.

## Původ a pozorování
Samotné meteoroidy obvykle není možné kvůli jejich malým rozměrům ve vesmíru pozorovat. Jestliže se však meteoroid střetne se Zemí, respektive vletí do její atmosféry, vyvolá světelný úkaz – meteor. Před vstupem do atmosféry Země bylo do února 2023 pozorováno pouze sedm meteoroidů.
Meteoroidy vznikají buď v důsledku rozpadu komet nebo při srážkách asteroidů. Při rozpadu komet vznikají pásy meteoroidů, které se pohybují po podobné dráze jako mateřská kometa. Pokud Země prochází takovýmto pásem, jsou pozorovány meteorické roje, které jakoby vycházejí z jednoho místa na obloze - radiantu (například Perseidy mají radiant v souhvězdí Persea). Počet meteorů v roji se pohybuje v desítkách za hodinu.

## Střet se Zemí
Malých meteoroidů (velikosti v řádu milimetrů) narazí do Země denně milióny. S meteoroidy o průměru 1 metru a více se Země střetává poměrně zřídka, přibližně jednou za den.
Při průměru větším než desítky centimetrů se meteoroid v atmosféře zcela nevypaří a dopadne na povrch Země jako meteorit.
Někdy se také stává, že tzv. tečný meteoroid jen proletí svrchními vrstvami atmosféry Země a opět se vrátí zpět do kosmického prostoru. V takovém případě obvykle nastanou z důvodu tavení materiálu při průletu změny ve struktuře povrchu meteoroidu, přičemž část hmoty se vypaří. Jeden takový průlet nastal 13. října 1990 nad územím Československa a Polska.
4. února 2011 proletěl v zatím nejkratší zaznamenané vzdálenosti od Země meteoroid 2011 CQ1. Ke střetu se Zemí nedošlo, za to vědci pozorovali doposud nejvýraznější změnu dráhy, o 60°.